# خسائر الحرب العالمية الثانية

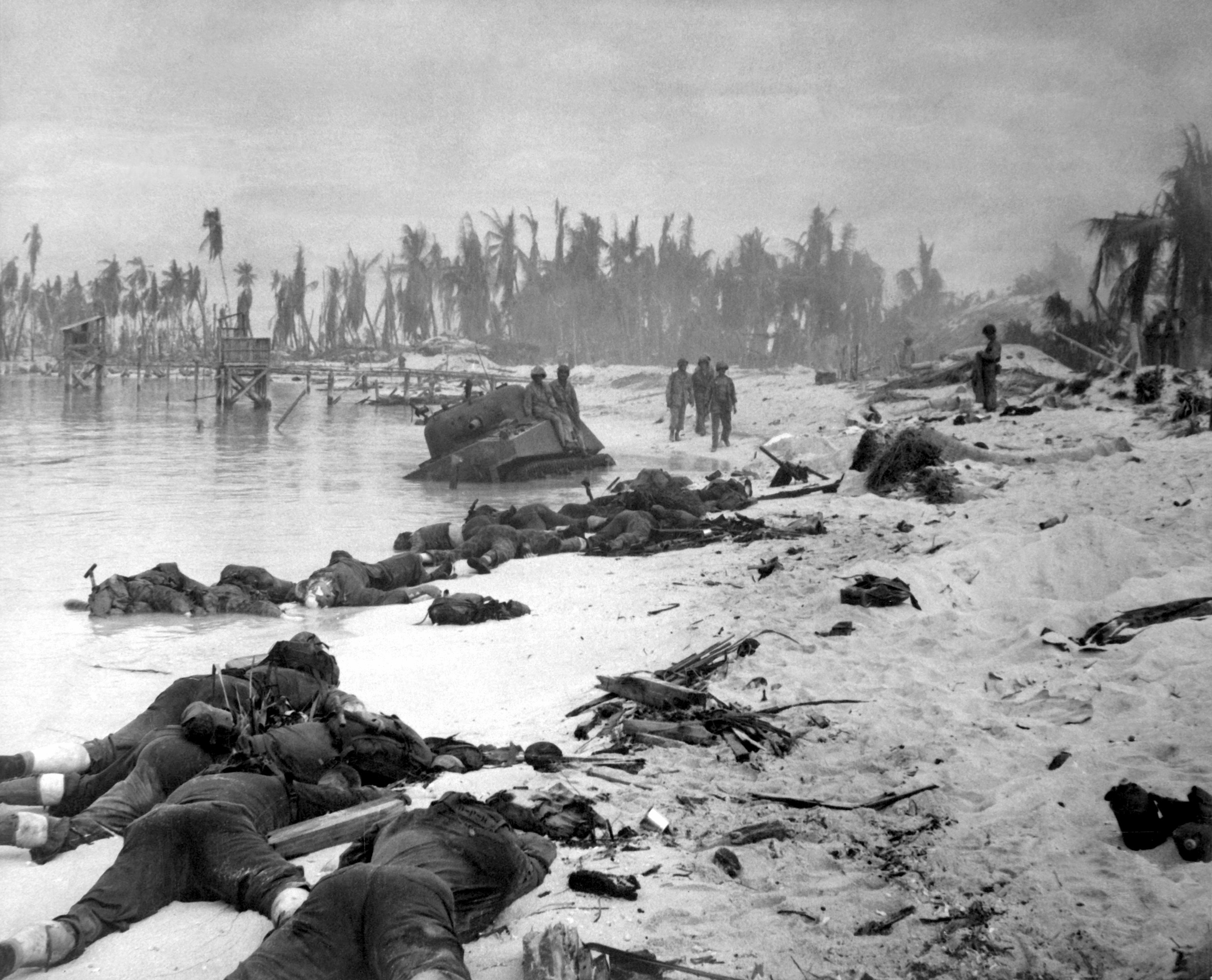
جثث الجنود الأمريكيين متناثرة على شاطئ تاراوا قبل تمكن مشاة البحرية الأمريكية من تأمين الجزيرة بعد 76 ساعة من القتال المتواصل أسقطت قرابة 6,000 قتيلا من الجانبين، يذكر أن زهاء 100,000 فرد من العسكريين الأمريكيين فقدوا أرواحهم خلال معارك المحيط الهادي.

كانت الحرب العالمية الثانية أكثر الصراعات العسكرية دموية على مر التاريخ والذي قُدّر إجمالي عدد ضحاياها بأكثر من 601 مليون قتيل مثلوا في ذلك الوقت أكثر من 2.5% من إجمالي تعداد السكان العالمي كما توضح الجداول أدناه الخسائر البشرية التي عانتها لكل دولة من دول العالم على حدى.

## إجمالي القتلى

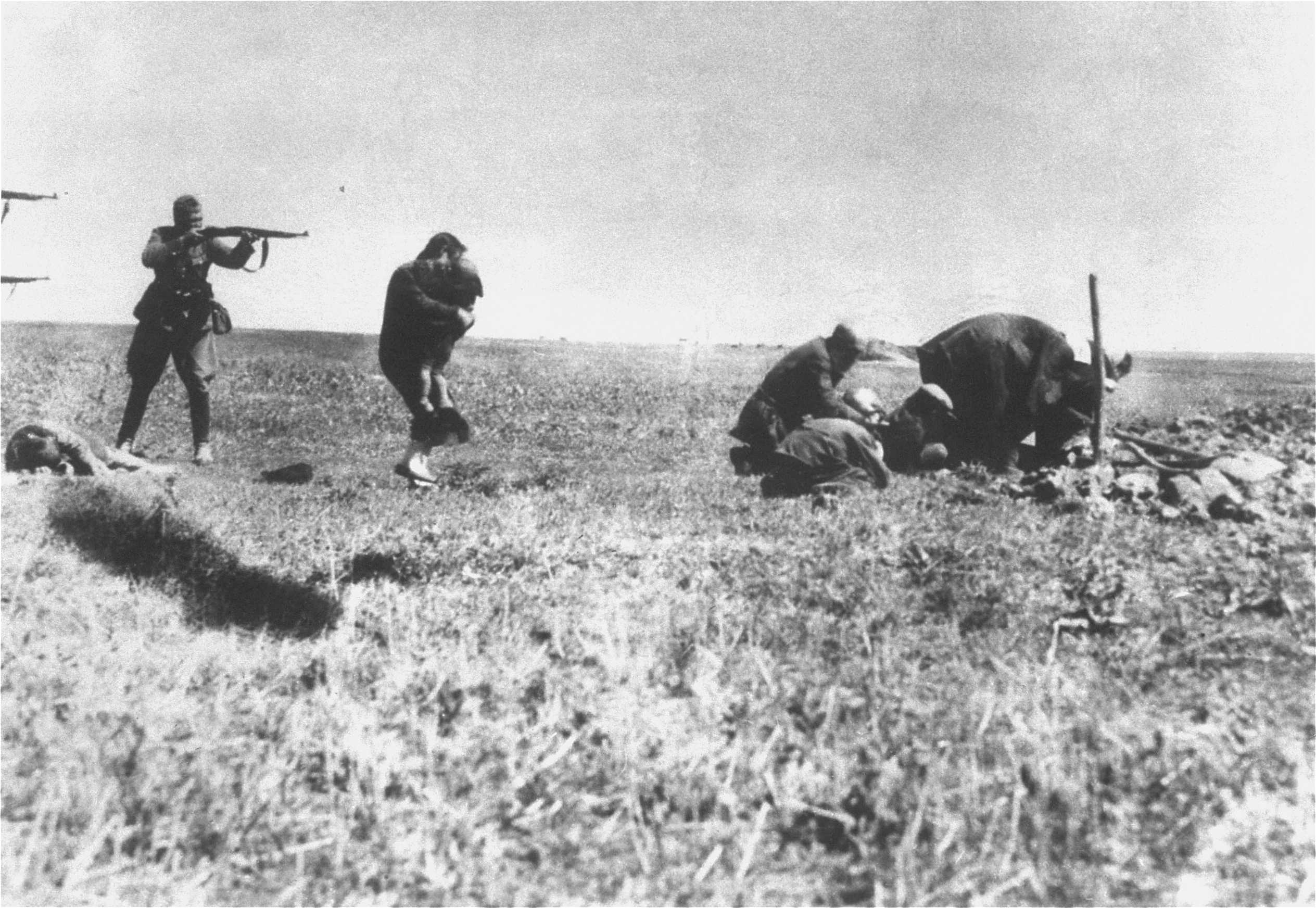
قتل اليهود في آيفانغورود بأوكرانيا عام 1942، وبالصورة امرأة يهودية تحتضن طفلا لحظة تصويب جنود الأينساتزغروبن بنادقهم.

تختلف التقديرات النهائية لإجمالي عدد ضحايا الحرب العالمية الثانية وإن تراوحت جميعها بين 50 مليون إلى أكثر من 10 مليون في حين تشير المصادر الموجودة بهذا المقال إلى أن إجمالي عدد الضحايا يتراوح ما بين 62 وحتى 78 مليون قتيل مما يجعل الحرب العالمية الثانية أكثر الصراعات العسكرية دموية على مر التاريخ بحسب لإجمالي عدد القتلى وليس بنسبة القتلى من إجمالي عدد السكان.
كما يتم إعطاء نطاق محدد للضحايا وذلك عند اختلاف المصادر العلمية في تحديد عدد قاطع للضحايا في أي بلد كان مما يلفت نظر القارئ إلى أن الأعداد المذكورة لا تزال محل شك، ومع ذلك فإن أعداد الضحايا من المدنيين تتراوح ما بين 40 وحتى 52 مليون نسمة؛ 13 وحتى 20 مليون منهم لقوا حتفهم نتيجة أمراض أو مجاعات ذات علاقة مباشر بالحرب في حين تراوحت الخسائر في صفوف العسكريين ما بين 22 وحتى 25 مليون فرد بما في ذلك قرابة 5 ملايين أسير ماتوا في الأسر أثناء الحرب.

## الدراسات التاريخية الحديثة

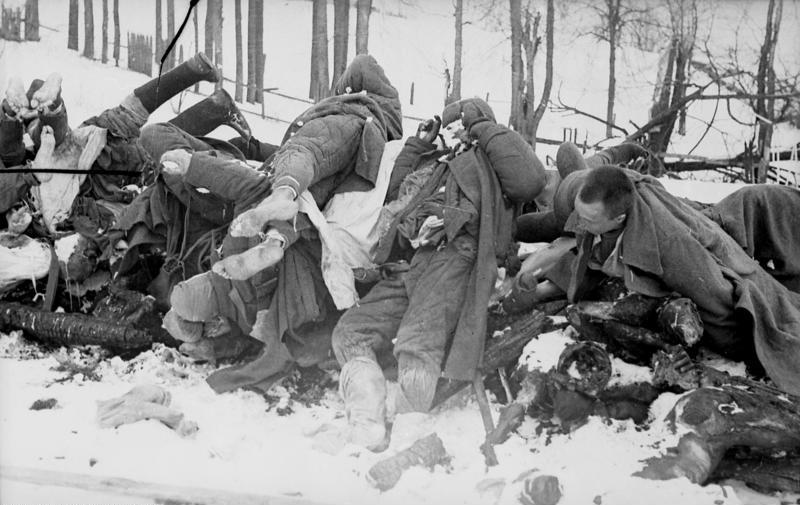
قتلى الجيش السوفيتي في يناير 1942 والذي أحصاهم التعداد الرسمي بنحو 8.7 مليون فرد عسكري قتلوا على مدار العمليات العسكرية.

من جانبها ألقت الدراسات التاريخية الحديثة الضوء على جوانب عدة بخصوص خسائر الحرب العالمية الثانية لم يلتفت إليها من قبل؛ حيث أظهرت أبحاث أُجريت في روسيا منذ تفكك الاتحاد السوفيتي إلى أن الإحصاء الأقرب للدقة لإجمالي الخسائر البشرية السوفيتية إبان الحرب تبلغ 26.6 مليون فرد في مجمل محيط الحدود السياسية للاتحاد السوفيتي مع نهاية الحرب، كما أصدر معهد التذكير الوطني البولندي دراسة مماثلة في أغسطس من عام 2009 تشير إلى أن عدد الضحايا من البولنديين يتراوح ما بين 5.6 وحتى 5.8 مليون فرد.
من جانبه أصدر المؤرخ العسكري الألماني روديغر أوفرمانس دراسة عام 2000 أشار فيها إلى 5.3 مليون فرد هو إجمالي عدد الخسائر البشرية في صفوف القوات المسلحة الألمانية خلال فترة الحرب، كما اعتمدت أعداد ضحايا دول الكومنولث البريطاني في هذا المقال وفقا لدراسات أجرتها لجنة مقابر الكومنولث العسكرية، كما تتضمن الإحصائيات هاهنا الخسائر البشرية الناجمة عن المجاعات التي أحلّت ببعض الدول المنخرطة في الحرب والتي قدرت بنحو 4 وحتى 12 مليون نسمة في دول عدة مثل الصين وإندونيسيا وفيتنام والفلبين والهند والتي غاليا ما يتم حذفها من تعداد خسائر الحرب العالمية الثانية.

## تصنيف الخسائر

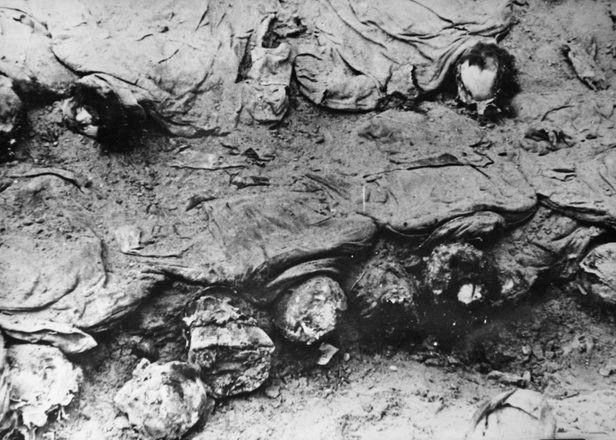
استخراج الجثث بكاتين، صورة مأخوذة عن وفد اللجنة الدولية للصليب الأحمر.

من جانبها عانت بعض الدول بشكل أكبر بكثير من مثيلاتها من ويلات الحرب وتحديدا فيما يختص بـالضحايا المدنيين، حيث تسرد الخرائط التالية عدد الضحايا في كل دولة ملحقة بإجمالي التعداد السكاني في ذلك الحين لتسهيل المقارنة بين عدد الضحايا ونسبتة من العدد الإجمالي للسكان، في حين تتضمن الإحصائيات العسكرية عدد الوفيات أثناء المعارك (ق.ف.م.) كذلك عدد الأفراد المفقودين أو الذين لم يستدل عليهم (ف.ف.م.) أثناء وبعد تلك المعارك، كذلك الخسائر الناجمة عن الحوادث أو الأمراض أو حالات وفاة أسرى الحرب في الأسر، في حين تشتمل إحصائات الخسائر المدنية على أعداد حالات الوفاة الناتجة عن القصف الإستراتيجي وضحايا الهولوكوست وجرائم الحرب اليابانية وتهجير السكان في الاتحاد السوفيتي علاوة على جرائم الحرب الأخرى وحالات الوفاة الناتجة عن مجاعات ذات صلة مباشرة بالحرب أو المجهود العسكري للدولة ذات الشأن، ولا يزال تحديد أو تقدير عدد الضحايا الناجم عن أي صراع عسكري من العمليات التي يحيطها لغط شديد، فعلى الرغم من وضع المؤرخون لعدة تقديرات مسبقة حول عدد الضحايا خلال الحرب العالمية الثانية يبقى التداخل في تعريف المصطلحات الأساسية للتفرقة بين الخسائر العسكرية من جانب ونظيرتها المدنية كنتيجة مباشرة للحرب أو بسبب الأضرار الجانبية للحرب نفسها من جانب آخر أمرا معوقا للخروج بإحصائيات واضحة وتحديدا فيما يتعلق بالبلاد التي عانت من خسائر فادحة في الأرواح كالاتحاد السوفيتي والصين وبولندا وألمانيا ويوغوسلافيا والتي لم تمكننا المصادر سوى من تقدير إجمالي الخسائر البشرية الناجمة عن الحرب ووضع تقديرات تقريبية لعدد الضحايا الناتج عن الأنشطة العسكرية والجرائم ضد الإنسانية والمجاعات المتعلقة بالحرب، كما تعطي الحواشي المرفقة بالمقال معلومات تفصيلية عن عدد الضحايا ومصادر تلك المعلومات بالإضافة إلى بيانات عن عدد المصابين مع تحديد المصادر المعتمدة متى وجدت.

## إجمالي الخسائر البشرية
| الدولة                                                    | إجمالي السكان 1/1/1939 | القتلى من العسكريين                                          | القتلى المدنين بسبب الافعال العسكرية والجرائم ضد الانسانية | القتلى المدنين بسبب المجاعة والامراض العائدة إلى الحرب | اجمالي عدد القتلى         | القتلى بالنسبة المئوية % نسبةً إلى عدد سكان عام 1939 |
| --------------------------------------------------------- | ---------------------- | ------------------------------------------------------------ | ---------------------------------------------------------- | ------------------------------------------------------ | ------------------------- | --------------------------------------------------- |
| ألبانياA                                                  | 1,073,000              | 30,000                                                       |                                                            |                                                        | 30,000                    | 2٫81                                                |
| أسترالياB                                                 | 6,998,000              | 39,700                                                       | 700                                                        |                                                        | 40,400                    | 0٫57                                                |
| النمسا (آنشلوس)C                                          | 6,650,000              | تم تضمينه مع الجيش الألماني                                  | 120,000                                                    |                                                        | 120,000                   | (أنظر الجدول أدناه)                                 |
| بلجيكاD                                                   | 8,387,000              | 12,100                                                       | 75,900                                                     |                                                        | 88,000                    | 1٫05                                                |
| البرازيلE                                                 | 40,289,000             | 1,000                                                        | 1,000                                                      |                                                        | 2,000                     | 0٫02                                                |
| بلغارياF                                                  | 6,458,000              | 22,000                                                       | 3,000                                                      |                                                        | 25,000                    | 0٫38                                                |
| بورما (الإنجليزية)G                                       | 16,119,000             | 22,000                                                       |                                                            | 250,000                                                | 272,000                   | 1٫69                                                |
| كنداH                                                     | 11,267,000             | 45,400                                                       |                                                            |                                                        | 45,400                    | 0٫40                                                |
| جمهورية الصين I                                           | 517,568,000            | 3,000,000 إلى 4,000,000                                      | 7,000,000 إلى 11,000,000                                   | 5,000,000                                              | 10,000,000 إلى 20,000,000 | (1.93 إلى 3.86)                                     |
| كوباJ                                                     | 4,235,000              |                                                              | 100                                                        |                                                        | 100                       | 0٫00                                                |
| تشيكوسلوفاكيا K                                           | 10,400,000             | 25,000                                                       | 300,000                                                    |                                                        | 325,000                   | 3٫15                                                |
| الدنماركL                                                 | 3,795,000              | 2,100                                                        | 1,100                                                      |                                                        | 3,200                     | 0٫08                                                |
| الهند الشرقية الهولنديةM                                  | 69,435,000             |                                                              |                                                            | 3,000,000 إلى 4,000,000                                | 3,000,000 إلى 4,000,000   | (4.3 إلى 5.76)                                      |
| إستونيا N(خلال حدود 1939)                                 | 1,122,000              | مذكور مع الجيش السوفيتي والفنلندي والألماني                  | 50,000                                                     |                                                        | 50,000                    | 4٫44                                                |
| إثيوبياO                                                  | 17,700,000             | 5,000                                                        | 95,000                                                     |                                                        | 100,000                   | 0٫6                                                 |
| فنلنداP                                                   | 3,700,000              | 95,000                                                       | 2,000                                                      |                                                        | 97,000                    | 2٫62                                                |
| فرنساQ(وايضاً الإمبراطورية الفرنسية الاستعمارية)           | 41,700,000             | 200,000                                                      | 350,000                                                    |                                                        | 550,000                   | 1٫35                                                |
| الهند الصينية الفرنسيةR                                   | 24,600,000             |                                                              |                                                            | 1,000,000 إلى 2,000,000                                | 1,000,000 إلى 2,200,000   | (4.07 إلى 8.1)                                      |
| ألمانيا النازيةS                                          | 69,850,000             | 4,300,000 إلى 5,500,000                                      | 1,100,000                                                  | 400,000 إلى 2,400,000                                  | 7,000,000 إلى 9,000,000   | (انظر الجدول ادناه)                                 |
| مملكة اليونانT                                            | 7,222,000              | 20,000 إلى 35,100                                            | 160,000                                                    | 140,000 إلى 600,000                                    | 320,000 إلى 807,000       | (4.5 إلى 11.2)                                      |
| غوامTA                                                    | 20,000                 | 1,000 إلى 2,000                                              |                                                            |                                                        | 1,000 إلى 2,000           | (5.0 إلى 10.0)                                      |
| مملكة المجرU                                              | 9,129,000              | 300,000                                                      | 280,000                                                    |                                                        | 580,000                   | 6٫35                                                |
| آيسلنداV                                                  | 119,000                |                                                              | 200                                                        |                                                        | 200                       | 0٫17                                                |
| الراج البريطانيW                                          | 378,000,000            | 87,000                                                       |                                                            | 1,500,000 إلى 2,500,000                                | 1,587,000 إلى 2,587,000   | (0.42 إلى 0.68)                                     |
| إيرانX                                                    | 14,340,000             | 200                                                          |                                                            |                                                        | 200                       | 0٫00                                                |
| المملكة العراقية'Y                                        | 3,698,000              | 500                                                          |                                                            |                                                        | 500                       | 0٫01                                                |
| ايرلنداZ                                                  | 2,960,000              | المتطوعون الايرلنديون تم تضمينهم مع قوات جيش المملكة المتحدة | 200                                                        |                                                        | 200                       | 0٫00                                                |
| إيطالياAA                                                 | 44,394,000             | 319,207                                                      | 153,200                                                    |                                                        | 454,600                   | 1٫03                                                |
| اليابانAB                                                 | 71,380,000             | 2,120,000                                                    | 500,000                                                    | 500,000                                                | 2,620,000 إلى 3,120,000   | (3.67 إلى 4.37)                                     |
| (كوريا)AC                                                 | 23,400,000             |                                                              | 378,000 إلى 483,000                                        |                                                        | 378,000 إلى 483,000       | (1.6 إلى 2.06)                                      |
| لاتفيا (خلال حدود 1939)AD                                 | 1,951,000              | تم تضمينه مع الجيوش السوفيتية والألمانية                     | 190,000                                                    | 40,000                                                 | 230,000                   | 11٫78                                               |
| ليتوانيا (خلال حدود 1939)AE                               | 2,442,000              | تم تضمينه مع الجيوش السوفيتية والألمانية                     | 275,000                                                    | 75,000                                                 | 350,000                   | 14٫33                                               |
| لوكسمبورغAF                                               | 295,000                |                                                              | 2,000                                                      |                                                        | 2,000                     | 0٫68                                                |
| ماليزيا (بريطانيا)AG                                      | 4,391,000              |                                                              | 100,000                                                    |                                                        | 100,000                   | 2٫28                                                |
| مالطا (بريطانيا)AH                                        | 269,000                |                                                              | 1,500                                                      |                                                        | 1,500                     | 0٫56                                                |
| المكسيكAI                                                 | 19,320,000             |                                                              | 100                                                        |                                                        | 100                       | 0٫00                                                |
| منغولياAJ                                                 | 819,000                | 300                                                          |                                                            |                                                        | 300                       | 0٫04                                                |
| ناورو (الأسترالية)AK                                      | 3,400                  |                                                              | 500                                                        |                                                        | 500                       | 14٫7                                                |
| نيبال BG                                                  | 6,000,000              | تم تضمينه مع الجيش البريطاني الهندي                          |                                                            |                                                        |                           |                                                     |
| هولنداAL                                                  | 8,729,000              | 17,000                                                       | 198,000                                                    | 86,000                                                 | 301,000                   | 3٫45                                                |
| نيوفاوندلاند (البريطانية)AM                               | 300,000                | تم تضمينه مع المملكة المتحدة                                 | 100                                                        |                                                        | 100                       | 0٫03                                                |
| نيوزيلنداAN                                               | 1,629,000              | 11,900                                                       |                                                            |                                                        | 11,900                    | 0٫73                                                |
| النرويجAO                                                 | 2,945,000              | 3,000                                                        | 6,500                                                      |                                                        | 9,500                     | 0٫32                                                |
| بابوا وغينيا الجديدة (الأسترالية)                         | 1,292,000              |                                                              | 15,000                                                     |                                                        | 15,000                    | 1٫17                                                |
| الفلبين (الكومنولث في الفلبين)                            | 16,000,000             | 57,000                                                       | 100,000                                                    | 400,000 إلى 900,000                                    | 557,000 إلى 1,057,000     | (3.48 إلى 6.6)                                      |
| الجمهورية البولندية الثانية (خلال حدود 1939)AR            | 34,849,000             | 240,000                                                      | 4,880,000 إلى 5,080,000                                    | 500,000                                                | 5,620,000 إلى 5,820,000   | (16.1 إلى 16.7)                                     |
| تيمور البرتغالية AS                                       | 500,000                |                                                              | 40,000 إلى 70,000                                          |                                                        | 40,000 إلى 70,000         | (8.00 إلى 14.00)                                    |
| مملكة رومانيا (خلال حدود 1939)AT                          | 19,934,000             | 300,000                                                      | 500,000                                                    |                                                        | 800,000                   | 4٫01                                                |
| Ruanda-Urundi (Belgian)AU                                 | 4,200,000              |                                                              |                                                            | 0 إلى 300,000                                          | 0 إلى 300,000             | (0.00 إلى 7.1)                                      |
| سنغافورة (البريطانية)AV                                   | 728,000                |                                                              | 50,000                                                     |                                                        | 50,000                    | 6٫87                                                |
| اتحاد جنوب أفريقياAW                                      | 10,160,000             | 11,900                                                       |                                                            |                                                        | 11,900                    | 0٫12                                                |
| الانتداب جنوب المحيط الهادئ (اليابانية)AX                 | 1,900,000              |                                                              | 57,000                                                     |                                                        | 57,000                    | 3٫00                                                |
| الاتحاد السوفيتي (خلال حدود 1946–91) AY                   | 168,524,000            | 8,700,000 إلى 13,850,000                                     | 7,000,000 إلى 12,000,000                                   | 6,000,000                                              | 21,800,000 إلى 28,000,000 | ( انظر الجدول ادناه)                                |
| اسبانياAZ                                                 | 25,637,000             | تم تضمينه مع الجيش الألماني                                  |                                                            |                                                        |                           |                                                     |
| السويدBA                                                  | 6,341,000              |                                                              | 600                                                        |                                                        | 600                       | 0٫01                                                |
| سويسراBB                                                  | 4,210,000              |                                                              | 100                                                        |                                                        | 100                       | 0٫00                                                |
| تايلاندBC                                                 | 15,023,000             | 5,600                                                        | 2,000                                                      |                                                        | 7,600                     | 0٫04                                                |
| تركياBD                                                   | 17,370,000             | 200                                                          |                                                            |                                                        | 200                       | 0٫00                                                |
| المملكة المتحدةBE(يتضمن أقاليم ما وراء البحار البريطانية) | 47,760,000             | 383,800                                                      | 67,100                                                     |                                                        | 450,900                   | 0٫94                                                |
| الولايات المتحدةBF                                        | 131,028,000            | 407,000                                                      | 12,000                                                     |                                                        | 420,000                   | 0٫32                                                |
| يوغوسلافياBG                                              | 15,400,000             | 300,000 إلى 446,000                                          | 581,000 إلى 1,400,000                                      |                                                        | 1,027,000 إلى 1,700,000   | (6.7 إلى 11.00)                                     |
| الإجمالي التقريبي                                         | 2,000,000,000          | 22,000,000 إلى 30,000,000                                    | 19,000,000 إلى 30,000,000                                  | 19,000,000 25,000,000                                  | 60,000,000 إلى 85,000,000 | (3.17 إلى 4.00)                                     |

- هذه الارقام مقربة إلى اقرب مضاعفات المئة.
- الخسائر العسكرية تتضمن القتلى من القوات المسلحة من الاسباب القتالية وايضا من الاسباب غير القتالية. قتلى قتال البارتيزان (عسكرية) والمقاومة تم تضمينهم مع الخسائر العسكرية. قتلى اسرى الحرب والمفقودين في المعركة أيضا تم تضمينهم في الخسائر العسكرية.[11][12][13]
- القوات المسلحة لمختلف الدول تمت معاملتها ككيان مستقل، على سبيل المثال القتلى من النمساويين والفرنسيين والمواطنين الاجانب في الفيرماخت في اروبا الشرقية ومن اصول ألمانية تم تضمينهم في الخسائر العسكرية الألمانية.[14][15][16]
- احصائيات الضحايا الحقيقي الذي أُصدر من قبل حكومات الولايات المتحدة وفرنسا والمملكة المتحدة، لا تعطي تفاصيل عن الاصل القومي أو السلالة أو الدين الخاص بهذه الضحايا.[15][17][18]
- القتلى المدنيين يتضمنون القتلى بالقصف الاستراتيجي وضحايا المحرقة وجرائم الحرب الألمانية وجرائم الحرب اليابانية وانتقال السكان في الاتحاد السوفييتي وجرائم حرب الحلفاء والقتلى بسبب المجاعات والامراض العائدة إلى الحرب [19][20][21]

## الخسائر البشرية حسب الدولة

### إجمالي القتلى
يتراوح اجمالي الضحايا حول العالم في اثناء الحرب العالمية الثانية بين الـ60,000,000 ضحية و الـ85,000,000 ضحية، من بينهم 22,000,000 ضحية عسكرية وفي دراسات 30,000,000، وما بين 19,000,000 إلى 30,000,000 ضحية مدنيين وعسكريين خارج العمليات العسكرية وهي جرائم مصنفة كجرائم إبادة جماعية مثل التطهير العرقي ومعادات السامية أو جرائم ضد الإنسانية، ومابين 19,000,000 ضحية إلى 25,000,000 ضحية مدنية قضوا بسبب الأمراض والكوارث التي سببتها الحرب.

### الرايخ الثالث
يتعدد ضحايا الرايخ الثالث بين ضحايا المانيا النازية والنمسا والاعراق الجرمانية غير الألمانية، ويصل عدد الضحايا إلى مايقارب 9,000,000 ضحية.

### الاتحاد السوفيتيي
تشير بعض الدراسات إلى أن الاتحاد السوفيتي خسر ما يزيد على 20,000,000 ضحية في فترة الحرب، وحسب احصائية وزارة الدفاع الروسية في عام 1993م إن عدد القتلى العسكريين 8,800,000 ضحية  ، وتختلف الدراسات في تقدير عدد الضحايا المدنيين السوفيت بسبب اتساع نطاق الأراضي السوفيتية وتعدد الاعراق والقوميات في الأراضي التي خضعت للاتحاد السوفيتي ويمكن تقديرها بما يزيد على 12,000,000 ضحية بين قتلى التطهير العرقي وضحايا الامراض والكوارث.

### ضحايا الهولوكوست
قام النظام النازي بعمليات واسعة لإبادة بعض الاعراق مثل اليهود والغجر واستعمل النازيون سياسة القتل الرحيم ببعض المعاقين ذهنيا وجسديا، وتمت عمليات الإبادة بشكل ممنهج خارج عمليات القتال، ووصل عدد الضحايا إلى عدة ملايين، وبالإضافة إلى القتل فقد نفذ النازيون تجارب بشعة على ضحايا حية بحجة البحث العلمي.

### جرائم الحرب اليابانية
قام الجيش الامبراطوري الياباني بالعديد من المذابح في مختلف دول الشرق الاقصى وغرب المحيط الهادي، وتعتبر مذبحة نانجنغ في الصين من أكبر المذابح التي عصفت بزهاء ربع مليون ضحية خارج عمليات العسكرية، وكذلك قامت القوات اليابانية الامبراطورية بقتل العديد من الضحايا بأساليب البحث العلمي لطوير الاسلحة البيولجية والكيميائية وتعرف بعمليات الوحدة 731، كما وتعرض بعض الضحايا إلى الاغتصاب واستخدم البعض في تفجير حقل ألغام.

### توريط المستعمرات
من ابشع الجرائم التي حدثت في الحرب العالمية الثانية هو الزج بالمستعمرات في أتون هذه الحرب التي لا تعنيها، وكان أكثر من فعل ذلك هو فرنسا وبريطانيا لشساعة مستعمراتهما. ومن ذلك أن الكثير من أراضي المستعمرات كانت مسرحا لحروب طاحنة، مثل ليبيا ومصر وتونس، التي كانت ميدانا ساخنا للحرب بين الحلفاء والمحور، ومن وأشهر هذه المواجهات هي معركة العلمين التي شكلت منعطف خطير في تاريخ الحرب العالمية، وكذلك زج بأبناء المستعمرات في الجبهات، وقد ذكر الرئيس الجزائري السابق أحمد بن بلة، الذي كان أحد ضحايا هذا التجنيد، انهم كانوا يذهبون للقتال في 125 رجلا فيقتل مئة وينجوا خمسة وعشون، وقد تحدث المناضل الجزائري مصالي الحاج كيف كانت الأمهات الجزائريات يبكون أمام الثكنات: اتركوا أبناءنا. وفي الجزائر جند سبعون ألفا في جبهات القتال وثمانون ألفا في المصانع لخدمة المجهود الحربي، وللأسف لا توجد إحصائيات توضح مدى خسائر المستعمرات عامة ولكن من المؤكد أنها تحملت العبء الأكبر كون أهلها مستعمَرين لا حقوق لهم.
وكذلك عمد المستعمر إلى استغلال خيرات المستعمرات وتوجييها لخدمة مجهود الحرب، وذكر المناضل الجزائري فرحات عباس أن الناس في الجزائر، كانت لا تجد حتى ما تلبس ووصل الأمر إلى حدوث مجاعات كبرى في هذه البلدان وأصبح الناس يتغذون على الحشيش.

## الخرائط والرسوم البيانية

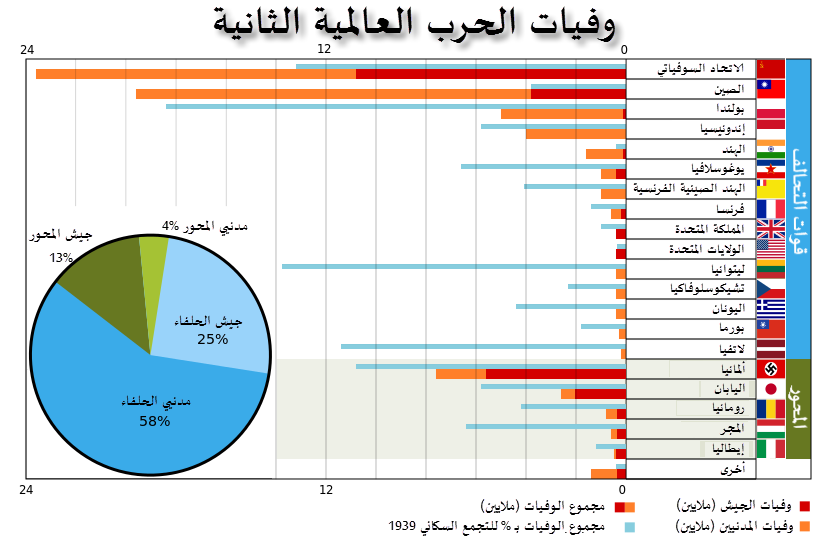
عدد القتلى حسب كل دولة مع إجمالي عدد السكان والنسب المئوية للقتلى مع مخطط دائري للنسب المئوية للضحايا العسكريين والمدنيين لدول الحلفاء والمحور من إجمالي ضحايا الحرب العالمية الثانية.
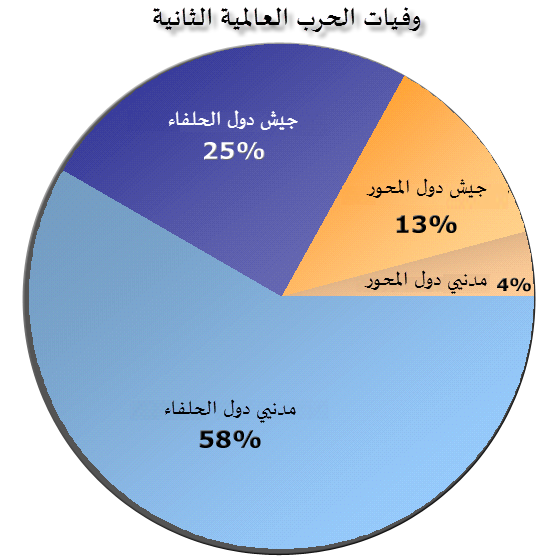
القتلى العسكريين والمدنيين لدول المحور والحلفاء خلال الحرب العالمية الثانية.
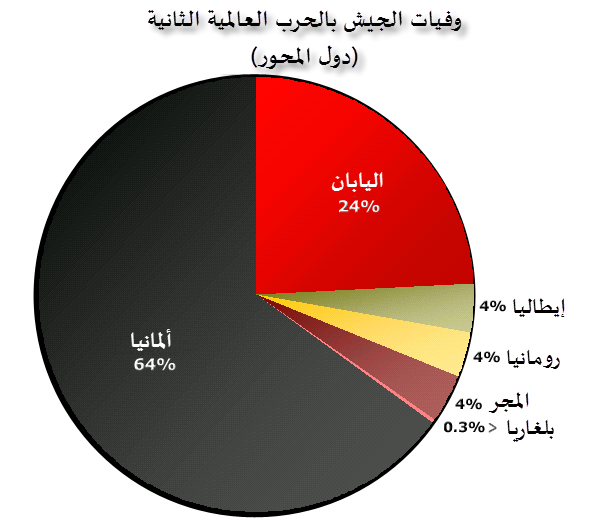
نسبة القتلى العسكريين بكل دولة من دول المحور من إجمالي الخسائر العسكرية.
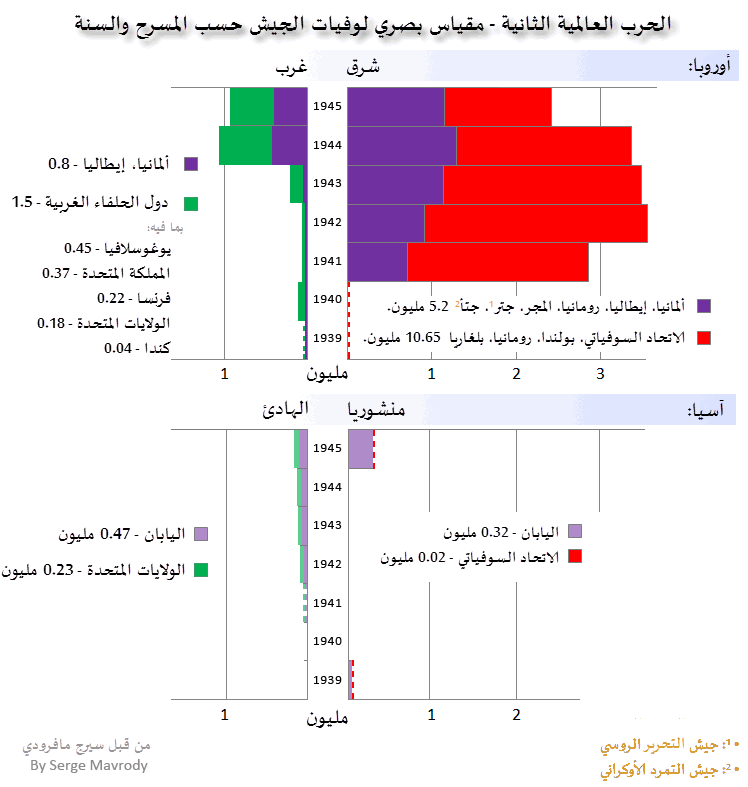
القتلى العسكريين في صفوف قوات المحور والحلفاء حسب السنة ومسرح العمليات.